# Leonidas Jefferson Storey
Leonidas Jefferson Storey (* 6. Oktober 1834 im Chattooga County, Georgia; † 28. März 1909) war ein US-amerikanischer Politiker. Zwischen 1881 und 1883 war er Vizegouverneur des Bundesstaates Texas.

## Werdegang
Im Jahr 1845 kam Leonidas Storey mit seinen Eltern zunächst nach Gonzales und zwei Jahre später nach Lockhart in Texas. Er besuchte unter anderem das Austin College. Nach einem anschließenden Jurastudium und seiner Zulassung als Rechtsanwalt arbeitete er ab 1859 in Lockhart in diesem Beruf. Während des Bürgerkrieges diente er im Heer der Konföderation, in dem er bis zum Hauptmann aufstieg.
Nach dem Krieg schlug er als Mitglied der Demokratischen Partei eine politische Laufbahn ein. Zwischen 1873 und 1875 war er Abgeordneter im Repräsentantenhaus von Texas; von 1876 bis 1880 saß er im Staatssenat. Im Jahr 1880 wurde Storey an der Seite von Oran M. Roberts zum Vizegouverneur von Texas gewählt. Dieses Amt bekleidete er zwischen 1881 und 1883. Dabei war er Stellvertreter des Gouverneurs und Vorsitzender des Staatssenats. Von 1892 bis zu seinem Tod am 28. März 1909 war Storey Mitglied und ab 1903 Vorsitzender der Eisenbahnkommission seines Staates.